# Iris Williams
Iris Williams (20. dubna 1946 – 9. července 2025) byla velšská zpěvačka.
Narodila se velšské matce a afroamerickému otci ve městě Pontypridd na jihu Walesu a vyrůstala u pěstounských rodičů v nedaleké vesnici Tonyrefail. V mládí pracovala v továrně na rukavice v obci Llantrisant a díky stipendiu docházela na Royal Welsh College of Music & Drama v Cardiffu. V roce 1971 slavila úspěchy s hitem „Pererin Wyf“ – velšskojazyčnou verzí křesťanské písně „Amazing Grace“. V roce 1974 zvítězila s písní „I gael Cymru'n Gymru Rhydd“ v televizní soutěži Cân i Gymru. Jejím dalším hitem byla píseň „He Was Beautiful“, se kterou se v roce 1979 dostala do první dvacítky britské hitparády. V roce 2004 získala Řád britského impéria. Zemřela v Kalifornii ve věku 79 let.

## Diskografie
- The Many Moods of Iris Williams (1976)
- He Was Beautiful (1979)
- Picture Me Love (1980)
- Just for You (1981)
- You Belong to Me (1982)
- Peace Must Come Again (1986)
- Hello! (1987)
- I'm Glad There Is You (1995)
- Y Caneuon Cynnar: The Early Recordings (2000)